# Svlačec rolní

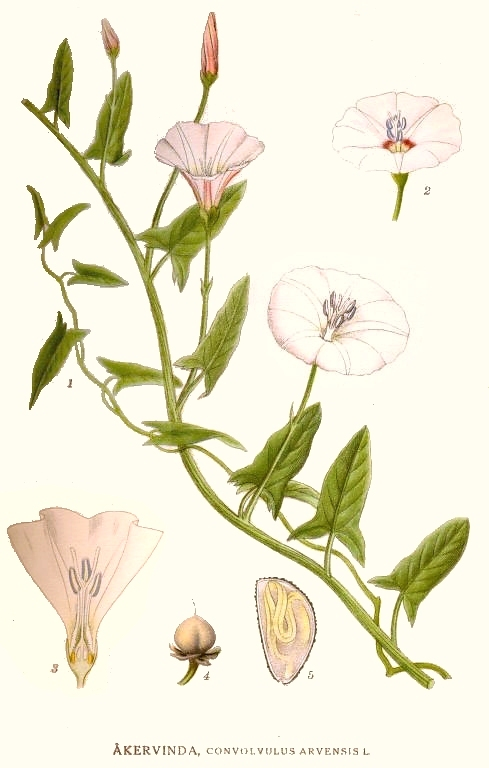
Zobrazení lodyhy svlačce rolního

Svlačec rolní (Convolvulus arvensis) je vytrvalá, středně vysoká, narůžověle kvetoucí, ovíjivá rostlina známá jako houževnatý plevel polí a zahrad. Je jedním z mnoha druhů globálně se vyskytujícího rodu svlačec a v české flóře je považován za archeofyt.

## Rozšíření
Druh je rozšířen téměř po celé Evropě, neroste pouze v nejsevernějších oblastech. Jeho původní výskyt sahá z Evropy přes Malou Asii, jižní Sibiř a Střední Asii až na Dálný východ a do severozápadních oblastí Afriky. Zavlečen byl do Severní i Jižní Ameriky, Austrálie a na Nový Zéland. V České republice je, vyjma nejvyšších oblastí, hojně rozšířený po celém území.

## Ekologie
Svlačec rolní roste jako plevelný druh téměř na všech typech půd, zvláště častý bývá na půdách vápnitých. Vyskytuje se na polích, pastvinách, v zahradách, ve vinicích, u cest a nezřídka na stanovištích dotčených lidskou činností, od nížin až po horní hranici pěstování polních kultur. Je náročný na světlo, a proto se vyskytuje většinou v řídkých plodinách.

## Popis

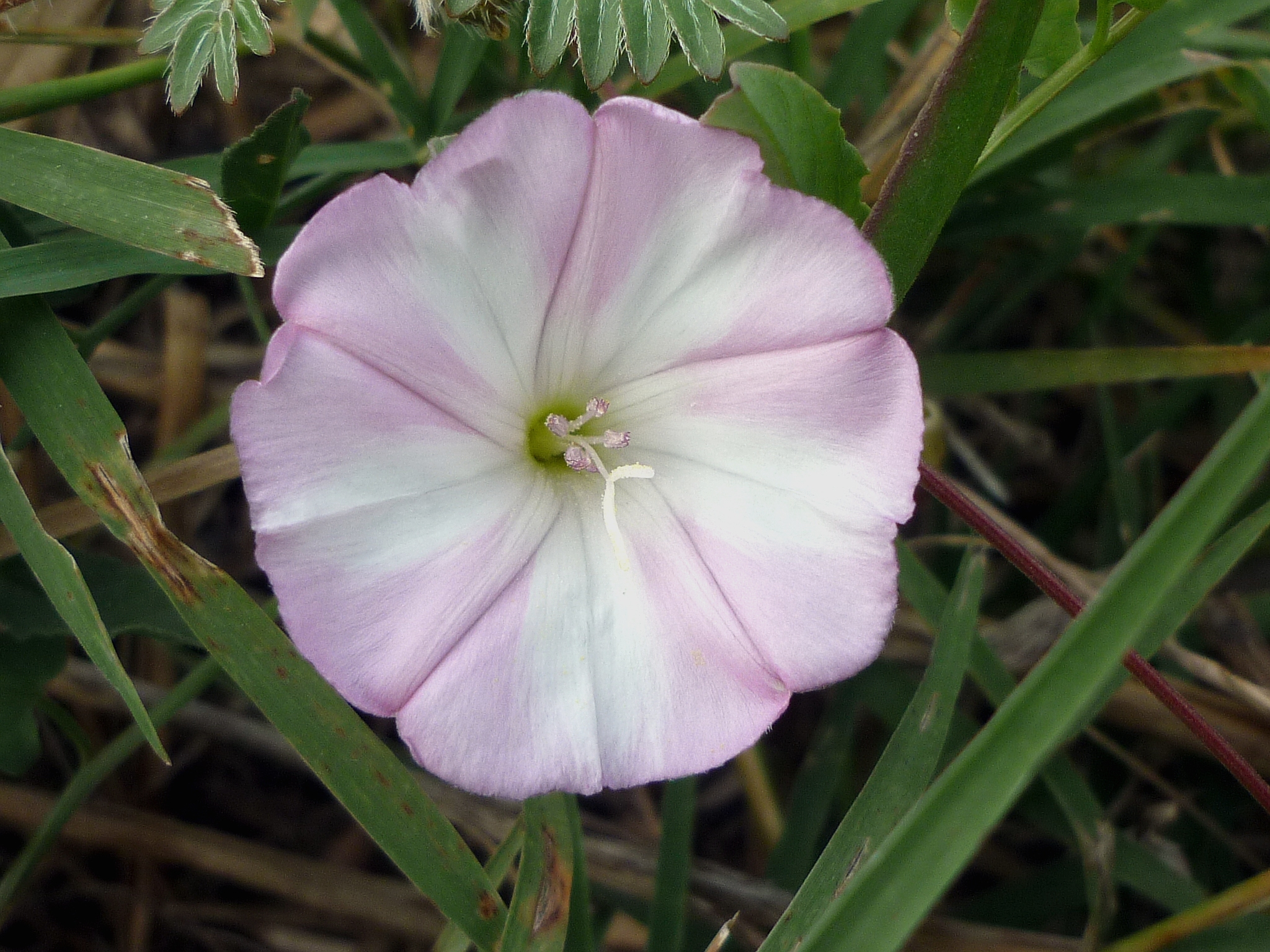
Květ

Vytrvalá bylina s poléhavými nebo vlevo se ovíjivými lodyhami až metr dlouhými. Vyrůstají z trvalého, dlouhého, plazivého, silně se větvícího oddenku s mnoha postranními kořeny, které společně vytvářejí mohutný kořenový systém sahající až 3 m hluboko
. Větvené, tupě šestihranné lodyhy, lysé nebo řídce chlupaté, jsou střídavě porostlé dlouze řapíkatými listy, které se směrem k vrcholu lodyhy zmenšují. Jejich průměrně 4 cm dlouhé čepele jsou úzce vejčité až kopinaté, vespod mají dva špičaté laloky, na konci jsou tupě špičaté a po obvodě celokrajné, žilnatinu mají zpeřenou. Mladé rostliny po poranění roní bílé mléko.
Vonné, srostloplátečné, oboupohlavné květy vyrůstají po jednom až třech z úžlabí listů na dlouhých stopkách se dvěma listenci. Vytrvalý kalich je tvořen pěti cípy 5 mm dlouhými, tři jsou o málo delší. Široce nálevkovitá koruna je pěticípá, asi 2 cm dlouhá a bývá bílá nebo narůžovělá. V květu je pět tyčinek, s nitkami spodem přirostlými ke koruně, s extrorzními prašníky a svrchní semeník nesoucí na vrcholu dlouhou čnělku s dvoulaločnou bliznou.
Květy se otevírají jen za slunného počasí, ráno mezi sedmou a osmou hodinou a zavírají se tentýž den v 13 až 14 hodin, tehdy jsou již odkvetlé. Kvetou od května do září, opylovány jsou létajícím hmyzem hledajícím na dně květu nektar. V případě neopylení hmyzem se květy při zavírání obvykle opylí autogamně.
Plodem je vejčitá dvoupouzdrá tobolka, asi 6 mm velká, která jen částečně vyčnívá z vytrvalého kalichu. Obsahuje zpravidla 4 semena v obrysu nepravidelně hruškovitá, 3 mm dlouhá a matně šedočerně zbarvená. Ploidie druhu 2n = 50.

## Rozmnožování
Rostlina se rozmnožuje semeny a hlavně kořenovými výhonky. Z jedné rostliny se získá až 500 semen, která si podržují klíčivost i 20 let. Tobolky pukají až po dokonalém vyschnutí a proto jen menší část semen vypadá na pole hned, větší část zůstane až do jara v tobolkách na suchých rostlinách nebo se sklidí s plodinami. Semena mají tvrdé osemení a proto po uzrání klíčí jen ojediněle, většinou potřebují k narušení osemení přezimovat a na jaře pak klíčí spolehlivě. Průchod trávicím traktem zvířat jejich klíčivost zvyšuje. Semena jsou nejčastěji roznášena zaplevelenými komposty, půdou nebo stroji či nářadím.
Po vyklíčení se kořenový systém rostliny rychle rozrůstá a již za dva měsíce dosahuje přes metr hluboko. Na podzim se na oddencích zakládají pupeny, ze kterých na jaře vyrůstají nové lodyhy. Oddenky se silně větví, vytvářejí složitou síť a jejich poškození znásobuje množství pupenů. Část těchto lodyh však nevyjde na povrch, ale vytváří v půdě spirály. V kořenech se ukládají zásobní látky a pupeny jsou schopné vyklíčit i za dva roky. Orba a kypření půdy způsobuje rozšiřování křehkých kořenových úlomků po celém poli, mají velkou regenerační schopnost a mohou rašit až z hloubky 80 cm.
Rostliny mají své přirozené nepřátele, řídce se vyskytující motýly tmavoskvrnku svlačcovou (Tyta luctuosa) a pernatušku svlačcovou (Emmelina monodactyla), jejichž larvy se živí listy, květy a dozrávajícími semeny.

## Význam
Svlačec rolní je stará léčivá rostlina, obsahující v listech mnohé alkaloidy, živice, projímavé pryskyřice a třísloviny. V lidovém léčitelství se používá ve směsích s jinými bylinami pro zvýšení vylučování žluče a zlepšení peristaltiky střev. Působí též jako silné projímadlo.
Je znám jako nebezpečný plevelný druh škodící kulturním rostlinám. Hlavní škodlivost nespočívá v odebíraní živin – ty získává z větších hloubek, kam kořeny pěstovaných rostlin nesahají –, ale v oplétání lodyh rostlin, které následně za deště polehají a tím se snižují výnosy. V pícninách zhoršuje kvalitu krmiva. Při silnějším zaplevelení půdy jej lze potlačit jen herbicidy.

## Popínání
Popínavé lodyhy se nepřichycují úponky, ale ovíjejí se okolo opory. Vrchol stonku průběžně vykonává „pátrací pohyby“, otáčí se proti směru hodinových ručiček v kruhu o průměru několika centimetrů. Otáčku dokončí za příznivých podmínek za jednu až dvě hodiny. Toto otáčení je způsobováno nestejně velkým přirůstáním po stranách vrcholu stonku.

## Galerie

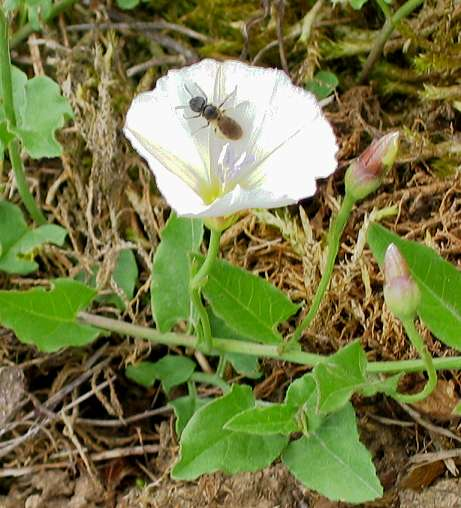
Květ a opylovač
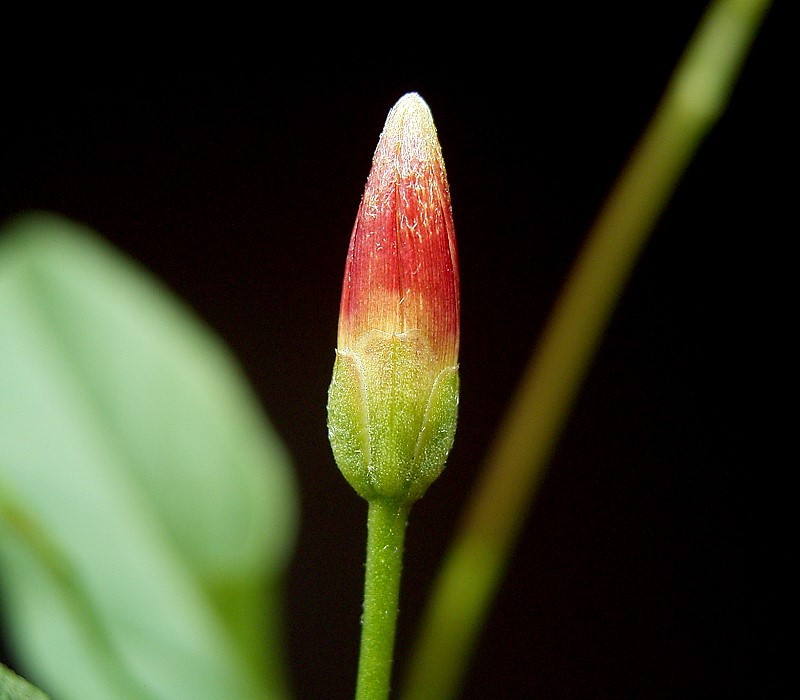
Květní pupen
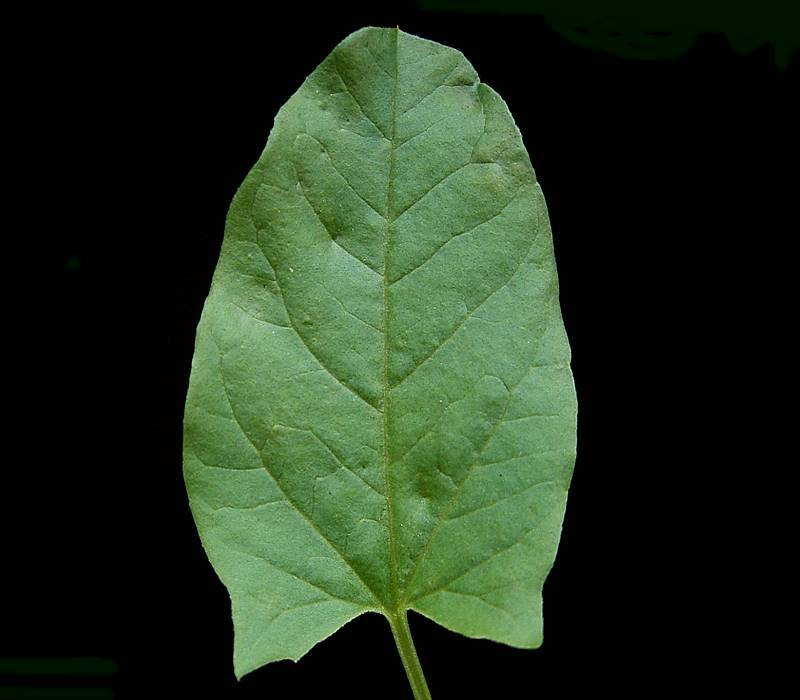
List
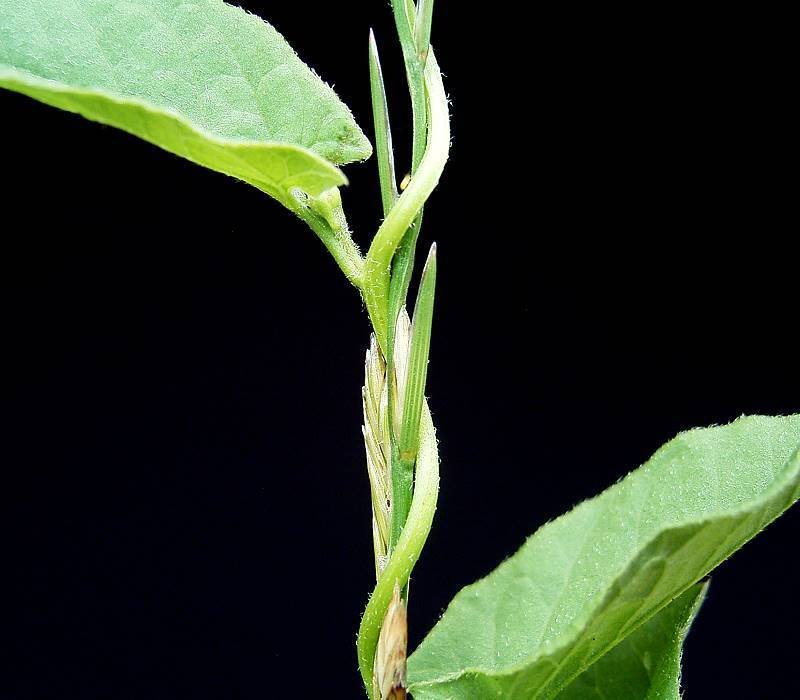
Ovíjivá lodyha
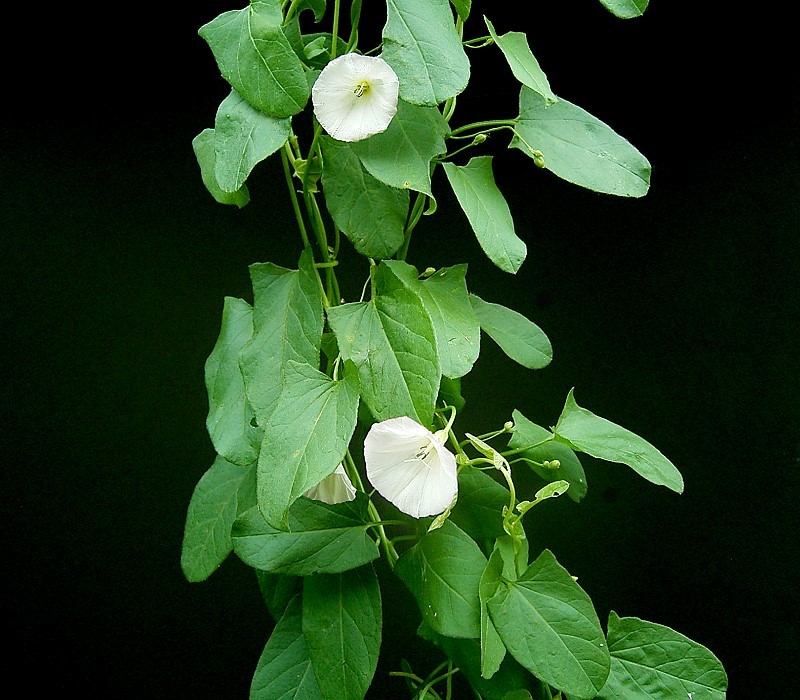
Lodyhy a květy
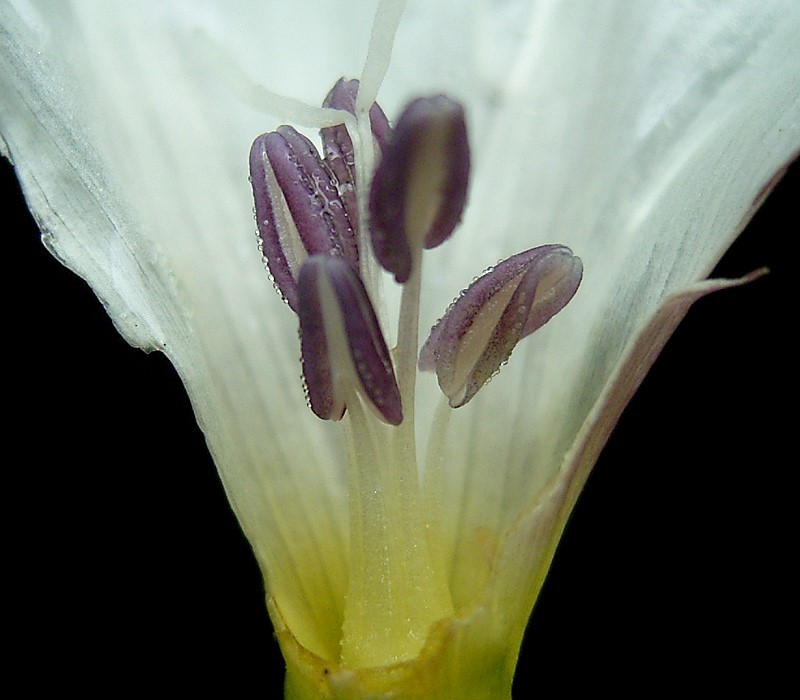
Prašníky
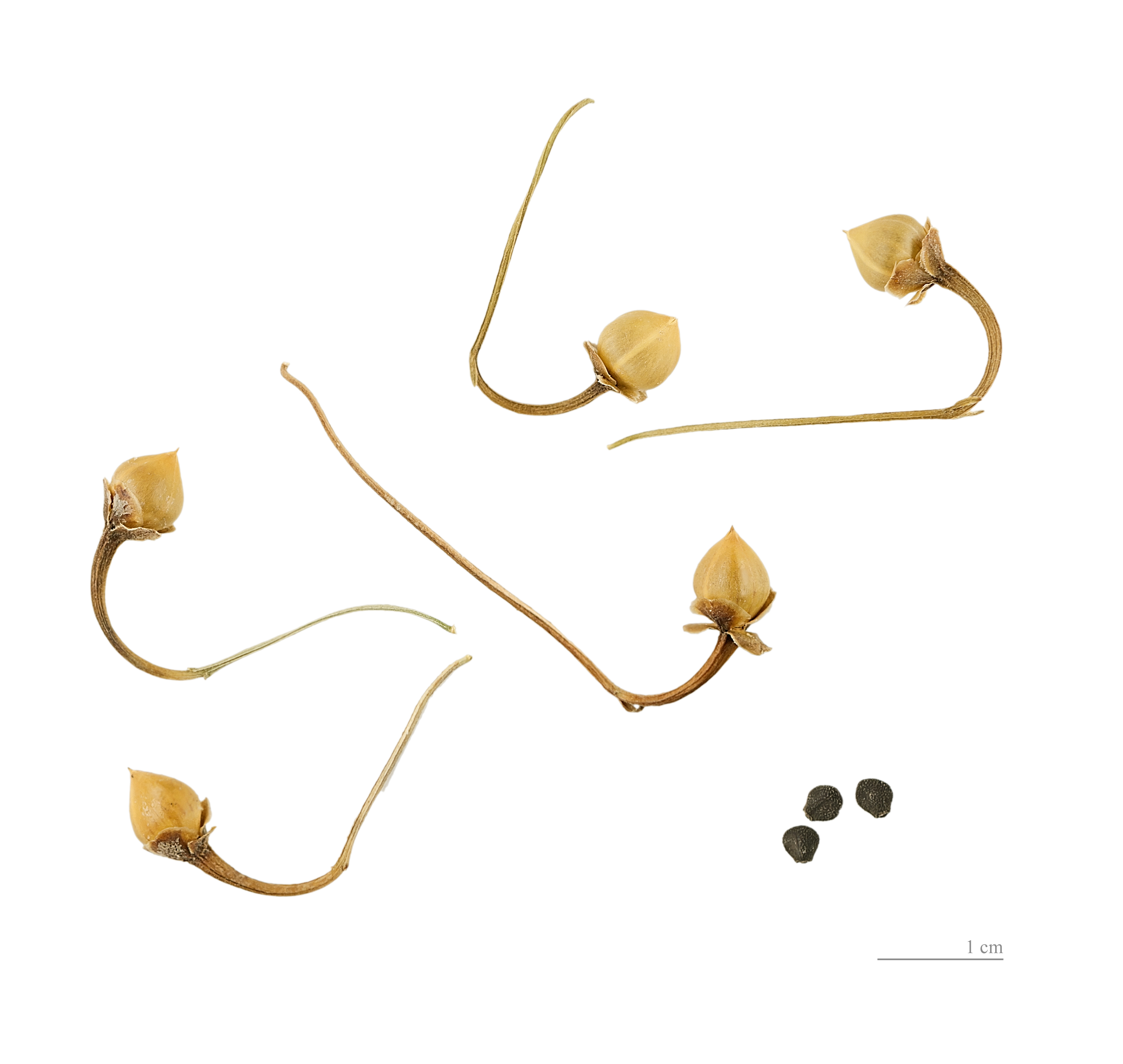
Plody a semena